# Malpighiales
Malpighiales is een botanische naam, voor een orde van tweezaadlobbige planten: de naam is gevormd uit de familienaam Malpighiaceae. Een orde onder deze naam wordt eigenlijk zelden of nooit erkend door systemen van plantentaxonomie, maar wel door het APG-systeem (1998), het APG II-systeem (2003) en het APG III-systeem (2009).
Het is een van de meer opzienbarende ordes die door de APG aanvaard worden. Volgens APG II is de indeling van de orde als volgt:
- orde Malpighiales
  - familie Achariaceae
  - familie Balanopaceae
  - familie Bonnetiaceae
  - familie Caryocaraceae
  - familie Chrysobalanaceae

[+ familie Dichapetalaceae ]
[+ familie Euphroniaceae ]
[+ familie Trigoniaceae ]
  - familie Clusiaceae oftewel Guttiferae (Clusiafamilie)
  - familie Ctenolophonaceae
  - familie Elatinaceae (Glaskroosfamilie)
  - familie Euphorbiaceae s.s. (Wolfsmelkfamilie)
  - familie Goupiaceae
  - familie Humiriaceae
  - familie Hypericaceae (Hertshooifamilie)
  - familie Irvingiaceae
  - familie Ixonanthaceae
  - familie Lacistemataceae
  - familie Linaceae (Vlasfamilie)
  - familie Lophopyxidaceae
  - familie Malpighiaceae
  - familie Ochnaceae

[+ familie Medusagynaceae ]
  - familie Quiinaceae
  - familie Pandaceae
  - familie Passifloraceae (Passiebloemfamilie)

[+ familie Malesherbiaceae ]
[+ familie Turneraceae ]
  - familie Peridiscaceae
  - familie Phyllanthaceae
  - familie Picrodendraceae
  - familie Podostemaceae
  - familie Putranjivaceae
  - familie Rhizophoraceae

[+ familie Erythroxylaceae ]
  - familie Salicaceae (Wilgenfamilie)
  - familie Violaceae (Viooltjesfamilie)

Dit is toch aanmerkelijk anders dan in het APG-systeem (1998):
- orde Malpighiales
  - familie Achariaceae
  - familie Balanopaceae
  - familie Caryocaraceae
  - familie Chrysobalanaceae
  - familie Clusiaceae
  - familie Dichapetalaceae
  - familie Erythroxylaceae
  - familie Euphorbiaceae
  - familie Euphroniaceae
  - familie Flacourtiaceae
  - familie Goupiaceae
  - familie Hugoniaceae
  - familie Humiriaceae
  - familie Irvingiaceae
  - familie Ixonanthaceae
  - familie Lacistemataceae
  - familie Linaceae
  - familie Malesherbiaceae
  - familie Malpighiaceae
  - familie Medusagynaceae
  - familie Ochnaceae
  - familie Pandaceae
  - familie Passifloraceae
  - familie Putranjivaceae
  - familie Quiinaceae
  - familie Rhizophoraceae
  - familie Salicaceae
  - familie Scyphostegiaceae
  - familie Trigoniaceae
  - familie Turneraceae
  - familie Violaceae

In het Cronquist-systeem (1981) waren deze families verspreid over meerdere ordes.